# 기타토시마군

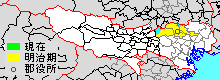
도쿄부 기타토시마군의 범위 (하늘색: 후에 다른 군에서 편입된 구역)

기타토시마군(北豊島郡, きたとしまぐん)은 도쿄부에 설치되었던 군이다.

## 군역
소멸 당시(1932년)의 군역은 대체로 도시마구, 기타구, 아라카와구, 이타바시구, 네리마구에 해당한다. 이 중 네리마구의 일부 지역은 1891년 월경합병(오이즈미촌)으로 사이타마현 니쿠라군에서 편입된 지역이다.

## 역사
- 1878년（13정 65촌）

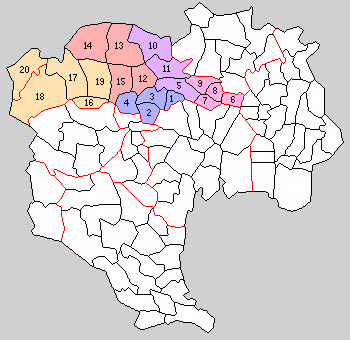
1.스가모정 2.다카다촌 3.스가모촌 4.나가사키촌 5.다키노가와촌 6.미나미센주정 7.닛포리촌 8.미카와시마촌 9.오구촌 10.이와부치정 11.오지촌 12.이타바시정 13.시촌 14.아카쓰카촌 15.가미이타바시촌 16.나카아라이촌 17.가미네리마촌 18.샤쿠지이촌 19.시모네리마촌 20.오이즈미촌 (구 사이타마현 니쿠라군) 파랑:도시마구 분홍:아라카와구 보라:기타구 빨강:이타바시구 귤색:네리마구)）

  - 11월 2일 - 군구정촌 편제법이 도쿄부에서 시행되어 도시마군 가운데 13정 65촌으로 기타토시마군이 발족. 도쿄 15구에 속하는 지역은 각 구에 편입되었다.
- 1889년 5월 1일
  - 시제 시행으로 도쿄시가 발족. 일부 정촌이 도쿄시로 편입되었다.
  - 정촌제 시행으로 아래 정촌이 발족. (4정 15촌)
    - 스가모정(巣鴨町) (현 도시마구)
    - 다카다촌(高田村)(현 도시마구)
    - 스가모촌(巣鴨村)(현 도시마구)
    - 나가사키촌(長崎村) (현 도시마구)
    - 다키노가와촌(滝野川村) (현 기타구)
    - 미나미센주정(南千住町) (현 아라카와구)
    - 닛포리촌(日暮里村) (현 아라카와구)
    - 미카와시마촌(三河島村) (현 아라카와구)
    - 오구촌(尾久村) (현 아라카와구)
    - 이와부치정(岩淵町) (현 기타구)
    - 오지촌|(王子村) (현 기타구)
    - 이타바시정(板橋町) (현 이타바시구)
    - 시촌(志村) (현 이타바시구)
    - 아카쓰카촌(赤塚村) (현 이타바시구)
    - 가미이타바시촌(上板橋村) (현 이타바시구)
    - 나카아라이촌(中新井村) (현 네리마구)
    - 가미네리마촌(上練馬村) (현 네리마구)
    - 샤쿠지이촌(石神井村) (현 네리마구)
    - 시모네리마촌(下練馬村) (현 네리마구)
- 1891년 6월 15일 - 샤쿠지이촌의 일부가 사이타마현 니쿠라군 구레하시촌과 니쿠라촌의 일부와 합병해 오이즈미촌(大泉村)을 신설 (4촌 16정)
- 1908년 8월 8일 - 오지촌이 오지정(王子町)이 됨. (5정 15촌)
- 1913년
  - 7월 11일 - 닛포리촌이 닛포리정(日暮里町)이 됨. (6정 14촌)
  - 10월 1일 - 다키노가와촌이 다키노가와정(滝野川町)이 됨. (7정 13촌)
- 1918년 7월 20일 - 스가모촌이 니시스가모정(西巣鴨町)이 됨. (8정 12촌)
- 1920년
  - 2월 11일 - 미카와시마촌이 미카와시마정(三河島町)이 됨. (9정 11촌)
  - 4월 3일 - 다카다촌이 다카다정(高田町)이 됨. (10정 10촌)
- 1923년 4월 1일 - 오구촌이 오구정(尾久町)이 됨. (11정 9촌)
- 1926년 10월 1일 - 나가사키촌이 나가사키정(長崎町)이 됨. (12정 8촌)
- 1929년 4월 1일 - 네리마촌이 네리마정(練馬町)이 됨. (13정 7촌)
- 1932년 10월 1일 - 전역이 도쿄시에 편입, 기타토시마군이 소멸.

## 같이 보기
- 미나미토시마군